# Eschweiler SG
Die Eschweiler Sportgemeinschaft von 1906 war ein deutscher Sportverein aus Eschweiler in Nordrhein-Westfalen. Die Sportgemeinschaft hatte eine wechselvolle Fusionsgeschichte hinter sich. Das Gründungsjahr bezog sich auf den ältesten Eschweiler Fußballverein FC Hohenzollern 1906.

## Geschichte
Die Gründung des Großvereins Eschweiler Sportgemeinschaft im Jahre 1939 war ein von den Nazis erzwungener Zusammenschluss, „um mit gebündelter Kraft und Energie die Stärke Eschweilers weit über die Grenzen der Heimatstadt hinaus durch sportliche Erfolge sichtbar zu machen“. Der Verein übernahm daher als Vereinsfarben die Stadtfarben: Blau und Gelb. Vorgängervereine waren zum einen der Eschweiler Ballspielverein 06, entstanden aus den Vereinen FC Hohenzollern 1906 und India. Zum anderen war das die Sportgemeinschaft Grün-Weiß Eschweiler, schrittweise entstanden aus FC Borussia Eschweiler 1910, FC Preußen Eschweiler, FC Viktoria Eschweiler und Sportfreunde Schwarz-Weiß. Der Großverein führte nunmehr alle damals populären Sportarten unter einem Dach: Neben Fußball auch Handball, Turnen, Leichtathletik, Schwimmen und Boxen.
Die große Zeit des Eschweiler Fußballs fand zwischen 1920 und 1965 statt: vor dem Zweiten Weltkrieg durch die Kicker von Grün-Weiß, nach dem Krieg durch die des Großvereins ESG. Keine Eschweiler Fußballmannschaft ist je über die höchste Amateurklasse hinaus gekommen, es gab allerdings Erfolge im Pokal, wo man gelegentlich höherklassige Mannschaften besiegte. So erreichte Grün-Weiß Eschweiler im Tschammerpokal 1938 nach Siegen über die SpVgg Köln-Sülz 07 (2:1), Rhenania Würselen (2:1) und den Bayenthaler SV (3:2) die Pokal-Hauptrunde. Hier wurde zunächst SSV Velbert mit 3:1 besiegt und Grün-Weiß scheiterte in der folgenden Runde nur knapp am Einzug ins Achtelfinale, als man gegen den SV Waldhof Mannheim vor 5000 Zuschauern mit 1:2 unterlag. Auch im Jahr 1940 schaffte es der neue Großverein SG Eschweiler in die Schlussrunde des Tschammerpokals. Unter anderem wurde TuS Duisburg 48/99 vor 3000 Zuschauern mit 3:1 besiegt, im Achtelfinale war dann Endstation: gegen Schwarz-Weiß Essen unterlag die ESG vor erneut 3000 Besuchern mit 2:5.
Die vor dem Krieg angeordnete Zwangsfusion zur ESG wurde nach dem Krieg nicht in Frage gestellt, mit gebündelter Kraft wollte man weiterhin große sportliche Erfolge erzielen. 1946 folgten die Spiele um die Rheinbezirksmeisterschaft zusammen mit Vereinen wie Alemannia Aachen, VfR Köln, Preußen Dellbrück und BC Kohlscheid, die ESG blieb jedoch hinter den Erwartungen zurück. Zu Beginn der 1950er Jahre spielte der Verein in der Landesliga, der höchsten Amateurklasse. Das Jahr 1956 war von entscheidender Bedeutung. Als höchste Amateurklasse im Mittelrhein sollte die Verbandsliga Mittelrhein neu geschaffen werden. Der 5. Platz unter Trainer Hans Pfefferkorn reichte aus: Die ESG war in der Verbandsliga. In den folgenden Jahren spielte die ESG in der Verbandsliga eine gute Rolle mit wechselnden Platzierungen im Mittelfeld der Tabelle. In der Saison 1963/64 stellte sie mit Karl-Heinz Krott sogar den aktuellen Torschützenkönig. Und auch im Westdeutschen Pokal wurde die gute Tradition fortgesetzt. In den Jahren 1956, 1959, 1961 gab es unter anderem Siege über Alemannia Aachen, den Wuppertaler SV, den Meidericher SV und Borussia Mönchengladbach.
In den 1960er Jahren ließ der sportliche Erfolg nach, die Eschweiler Sportgemeinschaft schaffte erst 1973 wieder den Aufstieg in die Verbandsliga, doch die finanziellen Belastungen waren zu groß und der Verein stand vor einem großen Schuldenberg. Dem Verein gelang es dennoch in den folgenden Jahrzehnten das Amateurniveau zwischen Verbands- und Landesliga zu halten, der letztmalige Aufstieg in die Verbandsliga Mittelrhein wurde im Jahr 2000 gefeiert. Die Finanzbehörden wurde erneut auf die Sportgemeinschaft aufmerksam, die nicht nur mit erheblichen Steuern, sondern auch mit Abgaben an die Sozialversicherung zu rechnen hatte. Der Versuch mit Trainer Martin Plum in der Saison 2001/02 das Unmögliche dennoch möglich zu machen, misslang. Nach wenigen Spielen musste die 1. Mannschaft vom Spielbetrieb zurückgezogen werden. Der Großverein wurde aufgelöst und aus den einzelnen Abteilungen wurden selbständige Vereine, wobei der Vereinsname ESG weitgehend beibehalten wurde, wie auch bei den Fußballern, deren Namen jetzt „Eschweiler Sportgemeinschaft 1906 Fußball e. V.“ lautet.
Nach der Entschuldung startete die Fußballabteilung in der Kreisliga B einen Neuanfang. Im Oktober 2017 bestätigte der Verein die Insolvenz und löste sich auf.

## Bekannte ehemalige Spieler
- Joaquín Montañés
- Heinz-Gerd Klostermann
- Karl-Heinz Krott
- Michael Pfeiffer
- Wilhelm Bergstein
- Rudi Bertram
- Josef Thelen
- Jörg Daniel
- Heinz Schors
- Andreas Gielchen